# Bactrododema hippotaurum
Bactrododema hippotaurum – gatunek patyczaka z rodziny Diapheromeridae. Występuje w Afryce Wschodniej. Miejsce typowe to jezioro Tanganika. Osiąga do 38 centymetrów długości.